# Wolfgang Mühlfriedel
Wolfgang Mühlfriedel (* 31. Dezember 1930 in Chemnitz) ist ein deutscher Wirtschaftshistoriker.

## Leben
Nach der Promotion (Die produktionstechnische Entwicklung der Braunkohlengewinnung und Braunkohlenaufbereitung im Revier Zeitz-Weißenfels in den Jahren zwischen 1868 und 1886) zum Dr. phil. am 16. April 1962 in Leipzig und der Habilitation (Dreißig Jahre Eisen- und Stahlindustrie Westdeutschlands 1870–1900) in Rostock am 11. April 1969 wurde er Dozent für Wirtschaftsgeschichte und Geschichte der Produktivkräfte an der Sektion Sozialistische Betriebswirtschaft der Bergakademie Freiberg. Von 1975 bis 1995 war er Lehrstuhlinhaber für Wirtschafts- und Sozialgeschichte in Jena.

## Schriften (Auswahl)
- Die Geschichte des Eisenhüttenwesens in Westdeutschland von 1870 bis 1900. Leipzig 1970, OCLC 164986307.
- mit Eberhard Wächtler und Wolfgang Michel: Erich Rammler. Leipzig 1976, OCLC 2648331.
- Die Wirtschaft in der antifaschistisch-demokratischen Umwälzung. Eine Skizze. Berlin 1986, OCLC 74878992.
- mit Klaus Wiessner: Die Geschichte der Industrie der DDR bis 1965. Berlin 1986, ISBN 3-05-000843-1.